# Nachts
Nachts ist eine im Jahr 1991 beim Heyne Verlag erschienene Novellensammlung des US-amerikanischen Schriftstellers Stephen King. Die Sammlung enthält die Novellen Der Bibliothekspolizist sowie Zeitraffer.
Die amerikanische Originalausgabe Four Past Midnight erschien im Jahr 1990 beim New Yorker Viking-Press-Verlag und enthält, neben den oben genannten, auch noch die beiden Novellen Langoliers sowie Das heimliche Fenster, der heimliche Garten, die auf dem deutschsprachigen Buchmarkt ursprünglich separat in dem Sammelband Langoliers veröffentlicht wurden. Im Jahr 2016 erschien in Deutschland unter dem Titel Vier nach Mitternacht schließlich eine Komplettausgabe mit allen vier Novellen.

## Handlung

### Der Bibliothekspolizist
(Originaltitel: The Library Policeman)
Der Versicherungsangestellte Sam Peebles hat seit dem College keine öffentliche Bibliothek mehr betreten. Dann soll er einem Bekannten einen Gefallen tun und eine Rede im Rotary Club halten. Sam gibt nur mit Widerwillen nach und setzt sich noch am selben Abend hin und schreibt die Rede.
Am nächsten Morgen legt er die Rede Naomi Higgins vor, die für ihn oft Briefe abtippt und mit der er sich vor einigen Jahren mehrmals getroffen hatte.
Sie liest die Rede aufmerksam, sagt ihm aber, dass sie die Rede etwas „trocken“ findet, und empfiehlt ihm, in der öffentlichen Bibliothek seine Rede mit Hilfe einiger Bücher aufzupolieren. Sie gibt ihm einige Büchernamen mit auf den Weg.
Sam ziert sich erst, die Bibliothek zu betreten, dann tut er es doch. Die Bibliothek erscheint ihm verlassen, also schlendert er durch die Räume. In der Kinderbibliothek sieht er einige für ihn grausame Plakate, unter anderem auch das des „Bibliothekspolizisten“. Plötzlich steht die Bibliothekarin Mrs. Lortz hinter ihm, um ihm zu helfen, doch Sam findet, dass sie eine unheimliche Ausstrahlung hat. Er leiht sich die Bücher Best Loved Poems of the American People und Speaker’s Companion aus, die er aber innerhalb einer Woche zurückbringen muss, sonst müsse Mrs. Lortz den Bibliothekspolizisten auf ihn hetzen.
Sam hält die Rede mit großem Erfolg und vergisst die zwei Bücher voll und ganz.
Doch Ardelia Lortz vergisst sie nicht. Sie spricht ihm einige Male auf den Anrufbeantworter. So auch am 7. April, einen Tag, nachdem die Bücher wieder hätten zurückgebracht werden müssen. Doch sie gibt ihm einen Aufschub bis zum nächsten Montag. Doch Sam kann die Bücher nicht mehr finden. Er begibt sich auf die Suche nach „Dirty Dave“, der jede Woche die alten Zeitungen einsammelt und sie zur Wiederaufbereitungsanlage bringt.
Sam macht sich auf den Weg zur Bibliothek, um Ardelia Lortz zu sagen, was mit den Büchern passiert ist. Doch die Kinder, die in der Bibliothek als Aushilfe arbeiten, wissen nichts von einer Ardelia Lortz. Auch die Bibliothek sieht jetzt ganz anders aus, viel freundlicher und die düsteren Plakate in der Kinderbibliothek sind auch verschwunden.
Naomi und alle anderen, die Sam nach Ardelia Lortz fragt, reagieren erbost und abweisend auf Sam.
Am Montagmorgen steht dann plötzlich der Bibliothekspolizist vor ihm, der ihm sagt, er müsse die Bücher bis Mitternacht wiederfinden, sonst komme er wieder und bestrafe Sam.
Sam versucht etwas über Ardelia Lortz herauszufinden und trifft während seiner Suche auf Naomi. Er erzählt ihr alles und die beiden fahren zu Dirty Dave.
Der erzählt nun endlich, was er weiß. Sie tauchte vor einigen Jahren in seinem Leben auf. Sie hatten ein Verhältnis und sie arbeitete in der Bibliothek. Doch sie hatte ein grausames Geheimnis. Sie versetzte die Kinder immer in eine Art Trance, wenn sie ihnen vorlas, und „saugte“ ihnen ihre Angst aus. Ardelia Lortz war ein hässliches Ungeheuer in der Gestalt einer hübschen Frau. Sie verwandelte sich langsam. Zur Vollendung ihrer Verwandlung sollten am Ende drei Kinder sterben. Das alles sollte mit Hilfe von Dave geschehen, der aber das Ruder in letzter Sekunde herumriss und ihre Pläne vereitelte.
Jetzt war sie also wiedergekommen und sie mussten sie nun alle bekämpfen. Doch damit das geschehen kann, muss Sam herausfinden, wer sein Bibliothekspolizist ist.
Naomi und er begeben sich auf die Reise nach Cedar Rapids, um dort die zwei Bücher zu besorgen.
Auf dem Heimweg träumt Sam von seinem Bibliothekspolizisten. Es ist ein Junge, der ihn damals vor der Bibliothek abgepasst hatte, ihm erzählt hatte, er sei Bibliothekspolizist und ihn dann „bestraft“ hatte in Form einer Vergewaltigung.
Nun kann der Kampf gegen Ardelia Lortz und den Bibliothekspolizisten beginnen.
Der Kampf findet in der Bibliothek statt.
Dave kommt ums Leben, doch Naomi und Sam überleben. Dave gibt den beiden mit auf den Weg, dass Ardelia warten wird. Doch zu diesem Zeitpunkt wissen beide noch nicht, was damit gemeint ist.
Auf der Trauerfeier von Dave weiß Sam endlich, was damit gemeint war. Ardelia bestraft Naomi, indem sie einen winzigen Teil von sich selbst an Naomis Nacken angebracht hat. Doch Sam befreit Naomi von dem winzigen Etwas.

### Zeitraffer
(Originaltitel: The Sun Dog)
Der junge Kevin wohnt mit seiner Familie in der Kleinstadt Castle Rock im Bundesstaat Maine. Er bekommt zu seinem 15. Geburtstag eine Sofortbildkamera, eine Sun 660. Kevin hatte bisher in seinem Leben immer das Gefühl, nie etwas für sich allein zu haben. Als er sein erstes Foto macht, wundert er sich jedoch: Anstatt das gewünschte Motiv wiederzugeben, zeigt das Foto einen großen, unheimlich aussehenden Hund, der an einem Lattenzaun vorbeigeht. Auch andere Bilder, welche der Junge damit macht, zeigen das gleiche Motiv.
Um der Ursache auf den Grund zu gehen, fragt Kevin einen seiner Lehrer, wer sich mit ungewöhnlichen Sachen auskennen würde, dieser verweist ihn an Reginald „Pop“ Merrill, den Besitzer eines Trödelladens, der jedoch in dem Ruf steht, Touristen über den Tisch zu ziehen, zudem ein gnadenloser Kredithai ist. Merrill will, nachdem er sich die Kamera und die Bilder angesehen hat, dass Kevin weitere Bilder macht und nennt hierfür einen genauen Zeitrahmen. Als der Junge ihm die Bilder vorlegt, bestätigt sich dessen Verdacht: Es ist nicht immer das gleiche Bild, sondern eine Bildabfolge. Der Hund wendet sich schließlich dem Betrachter zu und kommt – mit jedem weiteren Foto, das geschossen wird – dem Betrachter näher. Besonders erschreckend ist es, als Kevin entdeckt, dass der Hund ein Kleidungsstück um den Hals trägt, welches in Kevins Schublade in seinem Zimmer lag. Als der Junge diese untersucht, stellt er fest, dass das besagte Stück dort nicht mehr ist.
Kevin beschließt daher, da ihm die Sache mehr als unheimlich ist, die Kamera zu zerstören. Er legt sie draußen im Hof auf einen Richtblock und zerschmettert das Gerät mit einem großen Hammer. Damit hält er die Sache zunächst für erledigt, er weiß allerdings nichts, dass die Kamera in Wirklichkeit gar nicht zerstört wurde: Merrill hatte diese heimlich gegen ein neues Modell, das er eigens dafür gekauft hat, ausgetauscht. Er verdient sich auch noch damit viel Geld, verschiedene Gegenstände wie etwa gefälschte Geisterfotos an reiche, vom Übersinnlichen faszinierte Leute zu verkaufen und erhofft sich, dass die Kamera, die irgendwie einen Zugang zu einer anderen Wirklichkeit bietet, hier einen hohen Absatz erzielt. Er täuscht sich jedoch, denn alle Kunden, denen er das Gerät zeigt, zeigen sich angesichts das unheimlich aussehenden Hundes erschrocken und wollen die Kamera nicht kaufen. Inzwischen hat sich die Kamera Merrills Geist bemächtig, der neue Filme gekauft hat, um den Hund so weit zu bringen, den Standpunkt des Betrachters zu erreichen aus dem Bild herauszuspringen.
Kevin hat derweil immer wieder merkwürdige Träume, die in einer Polaroid-Welt spielen und hat schließlich den starken Verdacht, dass die Kamera gar nicht zerstört wurde und Merrill ihn betrogen hat. Ihm fallen dann kleinere Unstimmigkeiten ein, die seinen Verdacht bestätigen. Kevin begibt sich daher zu Merrills Laden, dieser hat dort inzwischen genug Bilder gemacht, um den Hund den Betrachter erreichen zu lassen. Die Kamera selbst bebt und der Hund gelangt schließlich durch diese in die wirkliche Welt, Merrill wird dabei von der Bestie getötet. Kevin hat sich jedoch zuvor eine weitere Sun gekauft und macht von dem Hund ein Bild, womit der Hund wieder zurück in seine ursprüngliche Welt verbannt wird. Im nächsten Jahr bekommt Kevin einen Rechner samt einem Textprogramm geschenkt. Als er dieses testen will, erscheinen dort plötzlich Textzeilen, die ihm mitteilen, dass der Hund noch lebt, zornig ist und auf Rache sinnt.

## Wissenswertes / Verknüpfungen
- Die in Deutschland so nicht erhältliche Originalausgabe Four Past Midnight wurde im Jahre 1990 in der Kategorie „Best Collection“ mit dem Bram Stoker Award ausgezeichnet.
- Die Novelle Zeitraffer gehört zum Castle-Rock-Zyklus und bildet eine Verbindung zwischen den Romanen Stark – The Dark Half und In einer kleinen Stadt. Man erfährt vom Tod der Familie Alan Pangborns und trifft erstmals einige Figuren, die in In einer kleinen Stadt eine Rolle spielen werden.
- Der Protagonist aus Der Bibliothekspolizist kehrt in In einer kleinen Stadt wieder; man erfährt, dass Leland Gaunt seinen neuen Laden dort eröffnet, wo Sam Peebles früher sein Büro hatte.
- King erwähnt sich in Der Bibliothekspolizist selbst, als eine Frau entschieden erklärt, sie hätte niemals vor, einen Roman von ihm zu lesen.